# Knopf (Familienname)
Knopf ist ein Familienname. Zu Herkunft und Bedeutung siehe Knop.

## Namensträger
- Adolph Knopf (1882–1966), US-amerikanischer Geologe
- Alfred Abraham Knopf Sr. (1892–1984), US-amerikanischer Publizist und Unternehmensgründer
- Alfred A. Knopf Jr. (1918–2009), US-amerikanischer Publizist
- Blanche Wolf Knopf (1894–1966), US-amerikanische Verlegerin
- Brigitte Knopf (* 1973), deutsche Klimawissenschaftlerin
- Christopher Knopf (1927–2019), US-amerikanischer Drehbuchautor
- Daniel Knopf (1666–1738), Schweizer Bankier und Pietist
- Eberhard Knopf (1858–1945), deutscher Schmied, Gastwirt und Kinobetreiber
- Edwin H. Knopf (1899–1981), US-amerikanischer Drehbuchautor, Regisseur und Filmproduzent
- Eleanora Knopf (1883–1974), US-amerikanische Geologin
- Ernst Knopf (1873–1926), deutscher Schriftsteller
- Hermann Knopf (1870–1928), österreichischer Genremaler
- Hilde Hoffmann-Knopf (1901–nach 1954), deutsche Pianistin
- Jan Knopf (* 1944), deutscher Literaturwissenschaftler
- Johann Knopf (1866–1910), deutscher Art-Brut-Künstler
- Kerstin Knopf, deutsche Amerikanistin
- Maike-Katrin Knopf (* 1959), deutsche Fußballnationalspielerin
- Mandana Knopf (* 1992), deutsche Fußballspielerin
- Martin Knopf (1876–um 1944), deutscher Operetten- und Schlagerkomponist, Filmmusiker und Stummfilmschauspieler
- Medusa Knopf (* 1976), deutsche Schauspielerin
- Michael Knopf (1961–2006), deutscher Journalist und Spielekritiker
- Norbert Knopf (Fußballspieler) (* 1944), deutscher Fußballspieler
- Norbert Knopf (Politiker) (* 1967), deutscher Politiker (Bündnis 90/Die Grünen), MdL Baden-Württemberg
- Olga Knopf (1888–1978), austroamerikanische Psychologin
- Otto Knopf (1926–2005), deutscher Schriftsteller
- Otto Knopf (Astronom) (1856–1945), deutscher Astronom
- Paul Knopf (Musiker) (1927–2023), US-amerikanischer Jazzpianist und Komponist
- Paul Knopf (Schauspieler) (* vor 1951), deutscher Schauspieler
- Philip Knopf (1847–1920), US-amerikanischer Politiker
- Robert Knopf (1862–nach 1925), deutscher lutherischer Geistlicher und Publizist
- Rudolf Knopf (1874–1920), deutscher Theologe
- Viktor Knopf (1922–1998), polnischer Überlebender des Holocaust, Sportlehrer und Bergführer
- Volker Knopf (* 1949), deutscher Autor und Historiker

## Fiktive Figur
- Jim Knopf, Figur aus Jim Knopf und Lukas der Lokomotivführer